# Littau
Littau is een plaats en voormalige gemeente in het Zwitserse kanton Luzern en maakte deel uit van het district Luzern. Op 1 januari 2010 is de gemeente gefuseerd met Luzern. Littau telde 16.160 inwoners. De plaatselijke voetbalclub heet FC Littau.